# Peter Feldt
Peter Feldt (* 1. April 1941 in Klagenfurt)
ist ein in Österreich geborener Schauspieler, der vor allem durch seine Rolle als Anton in der Erich-Kästner-Verfilmung von Pünktchen und Anton aus dem Jahre 1953 bekannt wurde.

## Filmografie
- 1953: Pünktchen und Anton
- 1954: Maxie
- 1955: Der Pfarrer von Kirchfeld